# Medayu (Watukumpul)
Medayu is een plaats en bestuurslaag (kelurahan) in het onderdistrict (kecamatan) Watukumpul van het regentschap Pemalang van de provincie Midden-Java, Indonesië. Medayu telt 1.715 inwoners (volkstelling 2010).